# Oulema elongata
Oulema elongata är en skalbaggsart som beskrevs av R. White 1993. Oulema elongata ingår i släktet Oulema och familjen bladbaggar. Inga underarter finns listade i Catalogue of Life.